# Spolienklage
Die Spolienklage (vom lat. spolium, das seit dem Mittelalter im Sinne der widerrechtlichen Besitzentsetzung gebraucht wird) ist eine aus dem kanonischen Recht (Spolienrecht) stammende Besitzschutzklage (actio oder condictio ex canone, actio spolii). Sie schützt den possessorischen Besitzschutzanspruch des unmittelbaren Besitzers gegen verbotene Eigenmacht (§ 861 BGB), wenn auch dem Bürgerlichen Gesetzbuch der Ausdruck fremd ist.
Mit der Rezeption des römischen Rechts knüpfte das Gemeine Recht den Besitzschutz an die tatsächliche Sachherrschaft, zu deren Bezeichnung sich der in der römischen Antike noch nicht technisch gebrauchte Ausdruck „detentio“ (Innehabung) einbürgerte. Dem Detentor wurde Besitzschutz durch die aus dem kanonischen Recht übernommene Spolienklage zuteil. Sie war im Hochmittelalter aus einer Einrede entwickelt worden, die es dem Bischof, dem Vermögenswerte eigenmächtig entzogen worden waren, gestattete, die Einlassung auf eine Klage zu verweigern, solange ihm das vom Kläger Entzogene nicht zurückerstattet worden war (dolo agit). Am Anfang war die Spolienklage ausschließlich auf die Angehörigen des Klerus anwendbar. Erst im 15. Jahrhundert begannen die weltlichen Gerichte, diese Klage auch auf Laien anzuwenden, womit sich die Spolienklage zu einem beinahe universellen Rechtsmittel entwickelte.
Bis in die Mitte des 19. Jahrhunderts hatte sich die Bezeichnung Spolienklage im Zivilprozessrecht nicht durchgesetzt. Üblich blieb die Bezeichnung als interdictum quod vi aut clam.
In einer Entscheidung vom 5. Juli 1892 befasste sich das Reichsgericht mit der Frage der Beweislast. Im Hinblick auf die Beweisbarkeit und aus Gründen der Rechtssicherheit hielt es die Feststellung des unfreiwilligen Besitzverlustes des Klägers für maßgeblich. Einreden des Beklagten zu seinem vermeintlich rechtmäßigen Besitz seien unzulässig.